# Lincoln (partido)
Pour les articles homonymes, voir Lincoln.
Lincoln est un partido de la province de Buenos Aires fondée en 1865 dont la capitale est Lincoln.